# وتدية بقرية
وتدية بقرية (الاسم العلمي: Corynebacterium bovis) هي نوع من البكتيريا تتبع جنس الوتدية من فصيلة الوتديات.